# Conquer Online
Conquer Online is een Massively Multiplayer Online Role Playing Game, ontwikkeld door TQ Digital Entertainment. Het spel is beschikbaar in het Engels, Chinees, Frans, Japans en Spaans. Het spel is gebaseerd op de Chinese mythologie.

## Gameplay
In het spel kan de speler de rol aannemen van een personage uit een van acht klassen: Trojan, Ninja, Archer(assassin), Taoïst, Warrior, Monk, Piraat, Dragon-Warrior en Windwalker. De Taoïsten en Windwalkers kunnen op hun beurt weer twee subklassen aannemen voor Toaist: water en vuur en voor de Windwalker: Ranged en Melee.
Het spel bevat veel typische MMORPG-elementen zoals guilds waar men lid van kan worden, opdrachten die in teamverband moeten worden uitgevoerd, en de mogelijkheid om personages sterker te laten worden zoals een team maken, als andere spelers erin gaan kunnen ze EXP(experience) van de teamleider krijgen als hij monsters verslaat. Elke speler heeft een bepaald level dat van invloed is op zijn of haar gevechtsvaardigheden en wat hij kan verhogen met succesvol uitgevoerde missies.
In dit spel kan men rijk worden door veel geluk, vechten en handelen, maar ook door bepaalde voorwerpen aan te schaffen zoals de Dragonballs, meteors, Gems en vele andere voorwerpen.